# Le Noël de Jingle et Belle
Le Noël de Jingle et Belle (Jingle and Bell's Christmas Star) est un court métrage de Noël d'animation américain de 26 minutes réalisé par Chel White, diffusé le 25 novembre 2012 sur Hallmark Channel.
Il fait la suite du court métrage d'animation, Joyeux Noël, Jingle diffusé en 2011.

## Synopsis
Sofia et sa chienne Belle quittent les plages de Californie pour aller habiter à Sapinville. La fillette est très triste de quitter ses amis. Mais, grâce à Andrew, elle va reprendre goût à la vie et découvrir les plaisirs de la neige…

## Fiche technique
- Réalisation : Chel White (en)
- Scénariste : Allan Charles Neuwirth (en)
- Société de production : Bent Image Lab et Pershing Road Productions

## Voix originales
- Ami Shalabh : Sofia
- Ryan Bley : Andrew
- Thomas Stroppel : Jingle
- Julie Reiter : Bell
- Nathan Dunkin : Dad